# فیلیپ شرارد
فیلیپ شرارد (انگلیسی: Philip Sherrard; ۲۳ سپتامبر ۱۹۲۲ – ۳۰ مهٔ ۱۹۹۵) مؤلف، ترجمه، الهیات اهل بریتانیا بود.